# Presa diretta (cinema)
La presa diretta è una tecnica di acquisizione del suono in contemporanea all'acquisizione del video, sia esso basato su apparecchiature elettroniche sia su pellicola. La presa diretta si effettua durante le riprese, sia televisive che cinematografiche, permettendo di avere il suono originale di ambienti, dialoghi degli attori e tutto il resto che si verifica sul set.

## Tecnica
Per registrare l'audio in presa diretta si utilizzano speciali microfoni, montati su lunghe aste. Spesso ad integrare l'audio ricevuto dall'asta microfonica si utilizzano anche piccoli microfoni occultati sul corpo degli attori, che trasmettono, con l'ausilio di piccoli radiotrasmettitori, il segnale audio al registratore, nonché microfoni ambientali posizionati su varie zone del set, onde poter avere varie sorgenti di ripresa che potranno essere utilizzate nelle successive fasi di lavorazione, detta postproduzione.
Le tracce audio provenienti dai singoli microfoni presenti sul set, separate una dall'altra, vengono generalmente incise su registratori multitraccia. In alternativa le varie sorgenti sonore sono premissate dal tecnico del suono o fonico di presa diretta e direttamente trasferite sulle telecamere, che dispongono generalmente di due o più canali audio. Quest'ultimo passaggio riguarda tutte quelle situazioni dove la postproduzione è ridotta al minimo, quali riprese di attualità e notiziari. Il ridotto margine di tempo tra ripresa e messa in onda fa sì che si tenda ad avere già le riprese video corredate dall'audio definitivo.
La sincronizzazione tra immagine ed audio, quindi tra macchina da presa e registratore audio, è affidata ad un codice temporale, chiamato SMPTE timecode, che suddivide il tempo in frame o fotogrammi. Le apparecchiature professionali usano questo codice di tempo per sincronizzarsi tra loro. Questi frame sono nel caso di registrazioni effettuate per la TV in numero di 25 al secondo, come richiesto da apposita normativa AES/EBU per l'Europa, mentre sono di 24 al secondo per le lavorazioni in pellicola con diffusione cinematografica e 30 al secondo per il sistema statunitense NTSC.
Da notare che il numero dei frame al secondo, o Fps, per le lavorazioni televisive, è sempre un sottomultiplo della frequenza della corrente elettrica di rete presente. Esempio: (220 Volt - 50 Hertz per l'Europa, quindi 25 frame per secondo, 30 frame al secondo per l'America, ove la tensione è di 120 Volt - 60 Hertz). La presa diretta audio è la base di partenza da cui si costruisce il programma sonoro di ogni prodotto cinetelevisivo, cui vengono aggiunti in genere effetti sonori, musiche, eventualmente parti di dialogo doppiato.